# Bonifiche agrarie in Italia

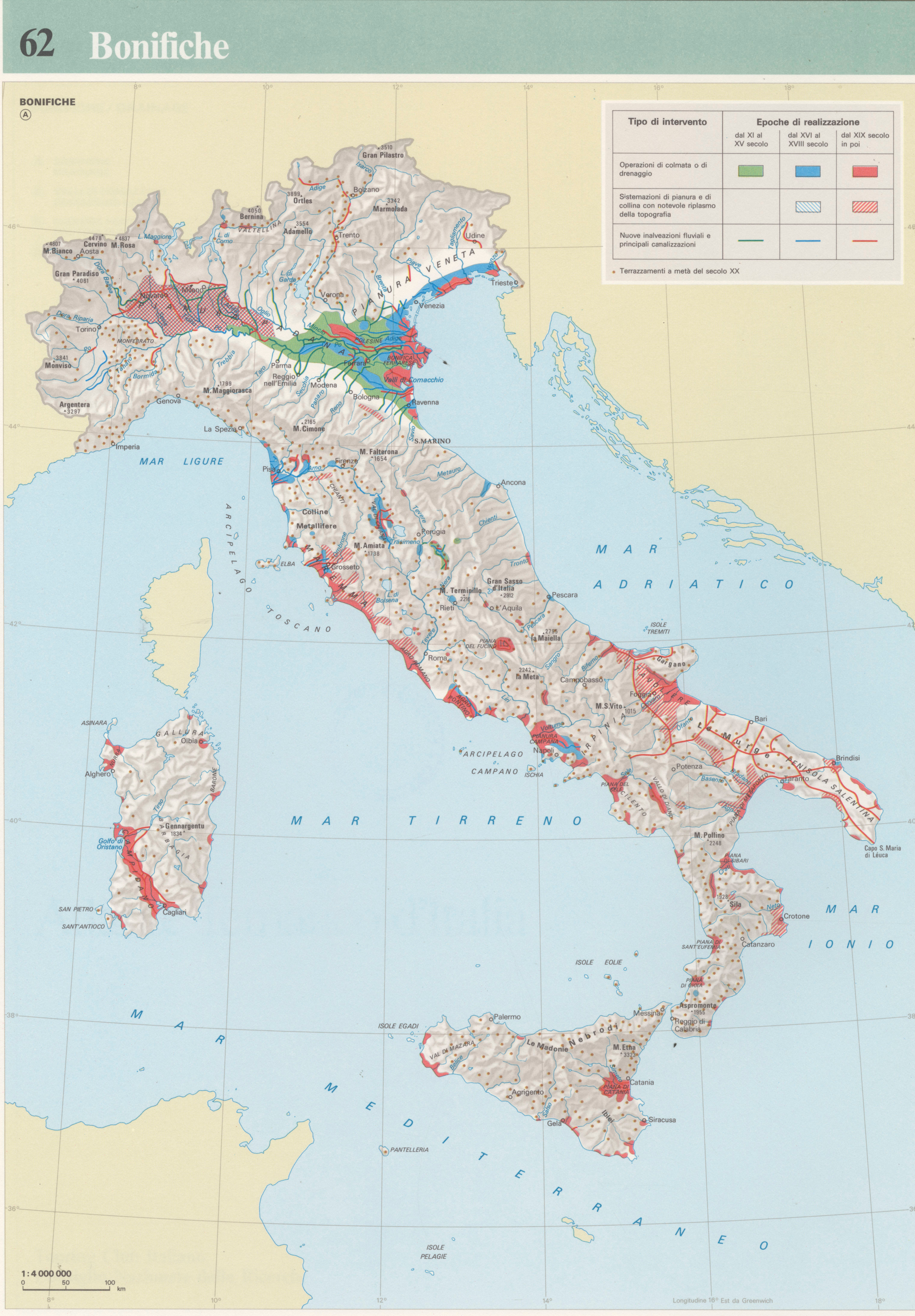
Mappa delle aree oggetto di bonifica in Italia

Le bonifiche agrarie in Italia si svilupparono tramite una serie di interventi finalizzati alla trasformazione di vaste aree umide (solitamente paludose), ritenute in passato improduttive o malsane, con lo scopo di recuperarle allo sfruttamento agricolo.
Questo complesso progetto, condotto sia dallo Stato sia dai privati, fu segnato dall'evoluzione delle istituzioni consorziali. A partire dai primi decenni dopo l'unità, maturava in età giolittiana il progetto di "bonifica integrale", talvolta erroneamente attribuito al regime fascista.

## Il problema della malaria
In passato non si era a conoscenza di batteri e virus e si supponeva che la malaria derivasse da imprecisati miasmi provenienti dalle zone umide (da cui appunto il nome). Solo agli inizi del Novecento diversi studi associarono la malaria al Plasmodium, come ad esempio la ricerca di Camillo Golgi, insignito del premio Nobel nel 1906, che dimostrò l'associazione tra periodicità delle febbri malariche e il ciclo del plasmodio. Il vettore della malaria venne identificato negli Anopheles, ovvero le zanzare.
Dal primo decennio dell'Unità d'Italia, in materia d'agricoltura vennero emanate diverse leggi (1862, 1865, 1866, 1869). Con il fine di risolvere il problema delle aree paludose, si susseguirono diversi progetti di legge (1862, 1863, 1868, 1873) in linea con le politiche liberali dell'epoca, che riteneva che le moderne imprese piemontesi e lombarde sarebbero state d'esempio al resto del Paese.
La costruzione di una rete ferroviaria fu l'obiettivo che attirò il maggior impegno finanziario fino agli anni 1870. Poiché la malaria aveva rallentato la costruzione delle ferrovie in diversi punti, particolarmente nel centro-sud, crebbe l'interesse per la lotta igienico sanitaria oltre che la volontà di creare occupazione in ampie aree disabitate e paludose.
Nel 1868 Emilio Broglio notava che, nella pianura padana, con semplici bonifiche idrauliche si riduceva sensibilmente il problema della malaria; mentre a sud dell'Appennino si richiedeva un insieme di opere molto più complesse e onerose non ancora realizzabili all'epoca.
La mortalità era ben più elevata nell'Italia centro-meridionale, tanto da rendere intere zone completamente inabitabili. Infatti mancava un sistema consorziale, più efficiente nei periodi di crisi e nel contrastare la malaria; né erano presenti realtà strutturate industrialmente come invece nel caso della Grande Bonifica Ferrarese.
Angelo Celli intuiva che la presenza della malaria rappresentava, nel centro-sud, una caratteristica del secolare latifondo estensivo. Nel 1878, dopo lo spostamento a Roma della capitale, venne approvata la legge del progetto di bonifica locale dell'Agro Romano n. 4642 che avrebbe poi rappresentato un modello per i futuri interventi, specialmente a partire dal primo dopoguerra. Dal 1882 il senatore Luigi Torelli aveva redatto la Carta della malaria d’Italia, che metteva in risalto la drammatica situazione del centro-sud e delle isole: ne pubblicava un'edizione rivolta ai proprietari terrieri nel 1883 e un'altra divulgativa, con semplici dialoghi, nel 1884. 

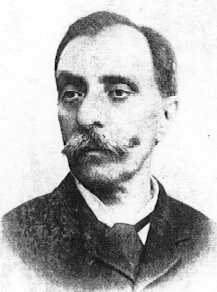
Alfredo Baccarini

La prima legge in materia fu promossa da Alfredo Baccarini (legge 25 giugno 1882, n. 269) con la quale lo Stato, consapevole dei limiti dell'azione dei privati, perseguiva un intervento organico di impegno sociale e sanitario contro la malaria. La bonifica avrebbe dovuto provvedere al prosciugamento e al risanamento dei laghi, degli stagni, delle paludi e delle terre paludose.
La difficile situazione dell'economia (testimoniata da eventi come lo scandalo della Banca Romana), sommata alla gravosità dei progetti, costrinse a ridimensionare il progetto, secondo i piani di Francesco Genala (1885, 1886 e 1893) sull'esempio delle bonifiche private che, con o senza finanziamenti pubblici, erano avvenute nelle Valli Grandi Veronesi e Ostigliesi e nelle Valli ferraresi. L'interesse delle regioni del nord e l'arretratezza di quelle del sud, dove l'economia latifondista era incompatibile con la nascita di consorzi, rendevano svantaggioso investire in opere complesse e dai tempi incerti, come denunciava Francesco Spirito, e continuava a determinare un iniquo accentramento di risorse. Concentrandosi in bonifiche idrauliche nuovamente a carico dello Stato con la legge Pavoncelli-Lacava 1898 prima e agrarie successivamente (riprendendo la legge sull’esproprio dell'8 luglio 1883 n.1489), sempre a favore delle regioni del nord perché non teneva ancora conto della diversità idrologica meridionale e insulare.
Il primo approfondito studio delle bonifiche risale a Michelangelo Cuniberti: proposto durante l'Esposizione universale di Parigi del 1878, rimase la documentazione essenziale fino alla fine del secolo, perché di volta in volta aggiornato dal legislatore con le esposizioni nazionali (Milano 1881, Torino 1884, Palermo 1891-1892 e Torino 1898). 
Nel luglio 1898 nacque la Società per gli studi della malaria, costituita da Giustino Fortunato e Leopoldo Franchetti con il prof. Angelo Celli. Alla luce del progresso tecnico-scientifico, la malaria era considerata un'emergenza sociale a cui si doveva provvedere direttamente con l'intervento pubblico, ad esempio tramite il chinino di Stato (Leggi: 23 dicembre 1900 n. 505; 2 novembre 1901 n. 460; 19 maggio 1904 n. 209; 16 giugno 1907 n. 337).

## Gli interventi a inizio '900 e la nascita della "bonifica integrale"
Nel 1907 fu istituito il Magistrato alle acque ma, nonostante l'evoluzione tecnico-finanziaria (in particolare del 1910 e 1912), la malaria rimase una piaga ancora nel decennio successivo.
La legge Bertolini-Sacchi del 13 luglio 1911 prevedeva, oltre alla riorganizzazione amministrativa, anche le vecchie soluzioni già attuate nella bonifica dell'Agro romano, quali incentivi economici a favore della colonizzazione e sanzioni (come l'esproprio) per i cattivi esecutori.
Il 20 giugno 1912 (Nitti-Sacchi n. 712) si decideva un maggiore impegno per il sud Italia e più attenzione per i bacini imbriferi. Ettore Sacchi inaugurava il principio e il termine della "Bonifica Integrale" che prevedeva l'obbligo, dopo l'esecuzione delle opere idriche, di recuperare i terreni all'agricoltura. In particolare durante il periodo giolittiano maturarono le idee, poi riprese negli anni successivi, di superare l'idea del semplice prosciugamento idraulico, tra sistema idrico montano era emersa l’interdipendenza con il recupero produttivo delle pianure, dove erano già presenti quelle caratteristiche che avrebbe portato in pochi anni alle opere di "trasformazione fondiarie di pubblico interesse".
Dopo la disfatta di Caporetto, gli austriaci che dal 1917 erano nelle aree del Piave, nel 1918 al loro ritiro lasciarono dietro di sé ingenti danni nell'intento di ostacolare il passaggio all'esercito italiano; nel basso Piave, dove era stata debellata la malaria e viveva una popolazione di 92 000 abitanti, per 1/3 si ebbe una recrudescenza, e trovò efficacia pratica il Magistrato alle acque.
Continuava intanto l'evoluzione legislativa con i d.l. 1918 (n. 1255 e 1256: legge Dari) che ri-privatizzava il sistema di concessione abrogato nel 1889 con l'aggiunta di una data di termine e del d.l.1919 (n. 240, legge Ruini) che permetteva di presentare i progetti idraulici e agrari in forma coordinata dall'inizio, sempre nel 1919 si fondava l'Opera Nazionale Combattenti (dalla guerra insorsero anche i problemi che ne limitavano l'attività) e l'Istituto Federale di Credito per il Risorgimento delle Venezie.
Nel 1920, presso il Ministero dell'agricoltura fu istituita la Direzione generale della colonizzazione e del credito agrario (d.l. n. 1465); nel 1921 al Ministero fu attribuito il potere di espropriare fondi nell'Agro romano da avviare a colonizzazione con opere di bonifica da soggetti pubblici e privati (r.d.l. n. 52) oltre all'avvio dell'Istituto nazionale per il risanamento antimalarico della regione pontina.

## Le bonifiche durante il Fascismo

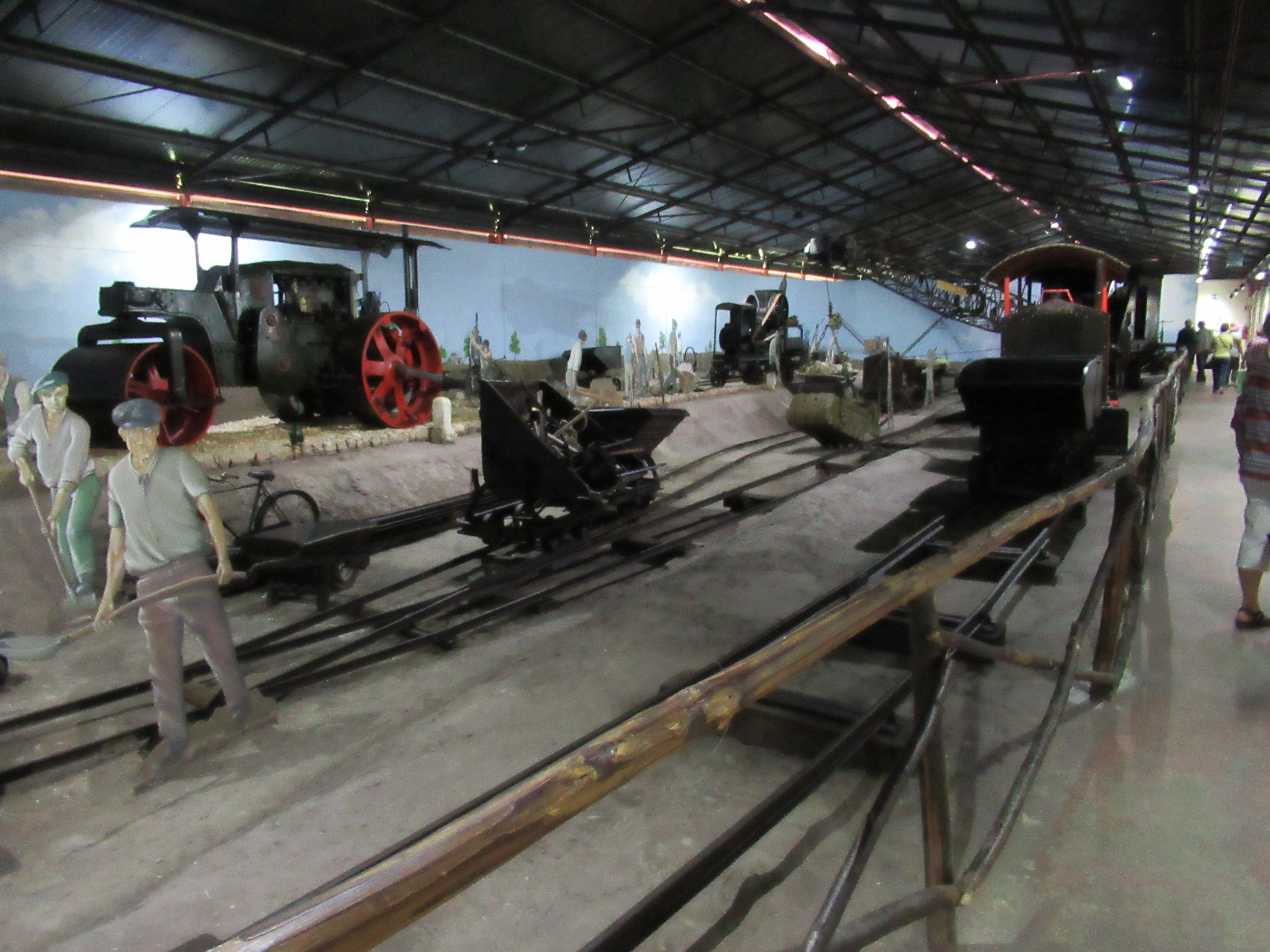
Strumenti utilizzati per le bonifiche nella pianura pontina

Con l'avvento al governo del Partito Nazionale Fascista fu varato il nuovo testo unico del 1923 ispirato molto dalla vecchia legge Ruini, ma che non trovò piena attuazione a causa del contrasto con le norme procedurali relative alle aree paludose della successiva legge Serpieri (n. 753 del 18 maggio 1924 Sulle trasformazioni fondiarie di pubblico interesse). La lotta per la bonifica divenne nella propaganda la bellicosa "guerra alle acque", ma pur favorendo i grandi investimenti la bonifica agraria entrò in contrasto con il sistema feudale del latifondo.
Le proteste dei latifondisti meridionali, che furono anche ricevuti da Mussolini, ottennero le dimissioni di Arrigo Serpieri da sottosegretario all'agricoltura (vi sarebbe tornato nel 1929) e la limitazione delle sanzioni sull'esproprio (r.d. 29 novembre 1925 n. 1464). Dal 1925 veniva aggiunta la battaglia del grano, in prevalenza nel centro-sud perché non ancora vincolato da coltivazioni e produzioni zootecniche di tipo industriale che richiedevano anche molti campi a foraggio.
Negli anni '20 venivano usati aeroplani per lanciare veleno antizanzare per la lotta alla malaria nelle paludi pontine.
Nel 1925, per intervento diretto di Mussolini veniva autorizzata la sperimentazione sulle persone di nuove terapie. Giacomo Peroni e Onofrio Cirillo operarono su 2000 operai dell'ONC in Toscana e Puglia, separati in due squadre. Nella prima fu sospesa ogni cura convenzionale per osservarne il decorso, mentre la seconda era trattata con iniezioni intramuscolari di "smalarina" (farmaco antimalarico a base di sali di mercurio e antimonio messo a punto da Guido Cremonese,  docente di igiene alla regia università di Roma). L'esperimento fu concluso nel 1929 dichiarando i dati positivi, ma un nuovo esperimento del Consiglio superiore di sanità su 395 persone in Sardegna ne riconfermò la tossicità.
Nonostante la politica economica fascista avviata dal 1923, nel 1927 il settore agricolo entrò in crisi aggravandosi dopo il 1929 con la grande depressione e perdurando fino al 1935 mentre gli investimenti pubblici e privati si bloccarono. Come ammise Mussolini nel dicembre dello stesso anno: “Parliamo dunque ora francamente senza pietosi eufemismi della crisi. La crisi c'è stata. La crisi è stata grave”.
Con la legge Mussolini del 1928 (n. 3134 legge sulla bonifica integrale), con la quale lo Stato si impegnava a finanziare non solo gli interventi idraulici ma anche opere di trasformazione agraria, si puntava a recuperare propagandisticamente all'agricoltura circa 8 milioni di ettari (1/3 di tutta la superficie agricola e forestale del Regno) anche se Silvio Trentin sottolineava come i concetti base di bonifica integrale fossero già stati studiati precedentemente. La malaria però non era più considerata una malattia professionale ma negligenza dei lavoratori e si concentravano nell'agro pontino le risorse per fronteggiarla. La legge era priva di voci di spesa dirette a debellarla nonostante fosse emanata ad un anno dal Discorso dell'ascensione (26 maggio 1927) in cui secondo Mussolini: "in uno Stato bene ordinato, la cura della salute fisica del popolo deve essere al primo posto".
Ferdinando Rocco presiedendo il Sesto convegno dei bonificatori meridionali lamentava al regime interventi incoerenti:
(Ferdinando Rocco)

### La legge Serpieri

Arrigo Serpieri

Ritornato alla guida del sottosegretariato all'Agricoltura Serpieri nel discorso del 10 ottobre sostenne che la legge Mussolini favorisse opere non organiche e quindi l'aumento di consorzi privati destinati così a rimanere inadempienti. A causa della crisi del 1929 dovuta alla grande depressione, a partire dal 1932 i finanziamenti diminuirono" e Serpieri, con Giacomo Acerbo ministro, varò il Testo unico sulla bonifica integrale (Legge n. 215 del 13 febbraio 1933), dove definì il tipo di intervento statale nelle opere di bonifica.
L'articolo 1 dispose:
(Legge Serpieri)
Inoltre in base agli articoli 54 e 76 del medesimo testo unico furono costituiti i consorzi di bonifica e i consorzi di miglioramento fondiario. La loro costituzione fu decisa con decreto ministeriale qualora la proposta avesse raccolto l'adesione di coloro che rappresentano la maggior parte del territorio incluso nel perimetro e si rendeva obbligatoria per tutti i proprietari dei beni immobili compresi nel perimetro.
Con legge integrativa del 1942 per l'adempimento dei loro fini istituzionali hanno il potere d'imporre contributi alle proprietà consorziate
( L. 12 febbraio 1942, n. 183 Disposizioni integrative della legge sulla bonifica integrale. (PDF), su Consorzio di bonifica pianura di Ferrara. URL consultato il 7 luglio 2025 (archiviato il 7 luglio 2025).)

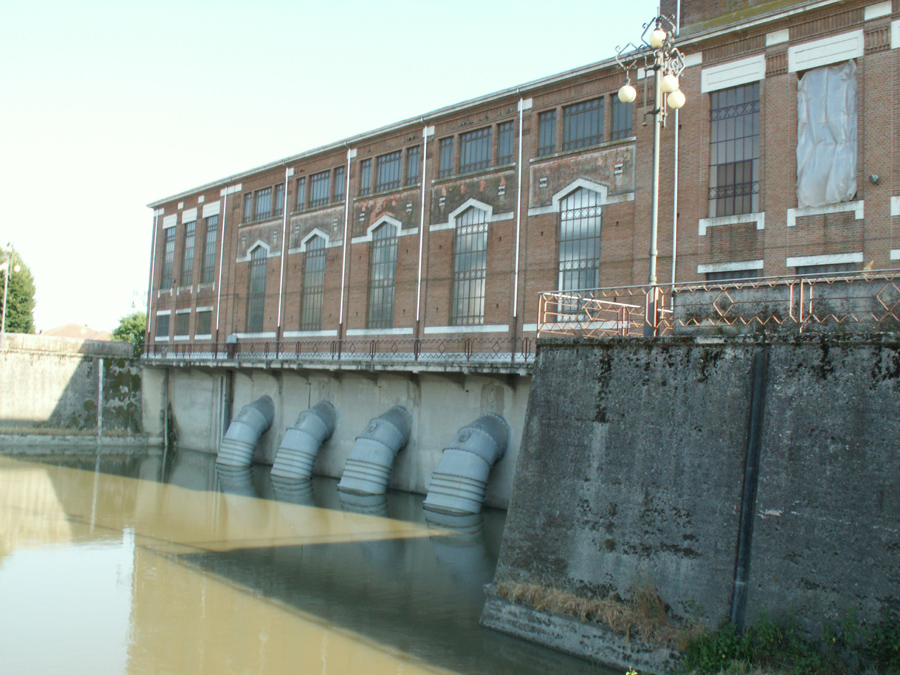
Bonifica Parmigiana Moglia - Collettori per le idrovore dell'impianto di sollevamento negli anni '30

Nel 1933 il regime affermava che aveva "redento" 4 733 982 ettari (dai dettagli però solo 2 092 680 ettari risultavano a buon punto o conclusi, 1 500 000 dei quali bonificati da governi precedenti sui quali erano state eseguite semplici opere complementari o migliorie) e di aver popolato la provincia di Littoria. Al contempo in linea con le politiche eugenetiche del regime, nell'intero Agro Pontino avveniva l'immissione di popolazioni di diversa provenienza nazionale per lo più veneta divenendo un “grande laboratorio di biologia umana”. Durante questo periodo di maggior fervore nazionalista e rurale fascista, Valentino Orsolini Cencelli si interessava al processo di canonizzazione di Maria Goretti come esempio di "martire della purezza" e unico patrono per pacificare le tensioni campaniliste tra coloni. Sono gli anni della nascita dei borghi dell'Agro Pontino.
Nel 1934 Arrigo Serpieri promosse nuovamente un progetto di legge sull'esproprio per contrastare il proliferare di consorzi inadempienti che però si incagliò in Senato. Nel 1935 sempre grazie alle pressioni dei latifondisti gli subentrò Gabriele Canelli, ma l'inizio della guerra d'Etiopia e le conseguenti sanzioni economiche provocarono in Italia la svolta autarchica, che non permise di portare a termine gran parte dei lavori di bonifica con effetti rovinosi. A Orsolini Cencelli, nel 1935, all'ONC successe Araldo di Crollalanza (fino al 1943) che espanse l'attività dell'ente anche ad altre aree italiane, in particolare in Sardegna e in Puglia. Littoria, dopo essere stata fondata e colonizzata, da un censimento del 1936 risultava che grazie alla politica soffocante dell’ONC contava anche meno residenti attivi rispetto alla media della regione Lazio di 3 punti percentuali, 7 su 10 vivevano infatti di agricoltura (68%) ed il resto a metà tra servizi (15,2%) e l’industria con l’edilizia (16,7%). Il colono era infatti un mezzadro alla totale dipendenza dell’Ispettorato dell’ONC e come un soldato doveva sottostare per ogni decisione dal tipo di coltivazione, acquisto ed al permesso di semina e raccolta fino alla vendita che spettava sempre all’Ispettorato. L’Opera che aveva una sede centrale a Littoria, era regolamentata da un contratto di 38 articoli a cui poi spettavano metà degli utili. Sui 241 430 abitanti di tutta la provincia inoltre i dati del benessere sono abbastanza modesti: 30 comuni con 45 sportelli bancari, meno di 3 000 abbonati alla radio e meno di 190 al telefono, complessivamente quindi sia il nord che il sud pontino rimanevano realtà tutt’altro che floride. Tra il 1938 e il 1942 ha luogo la seconda fase della bonifica integrale: luoghi interessati in questo periodo furono la Sicilia, la Puglia e la Campania, regioni nelle quali le opere di bonifica proseguirono anche durante la seconda guerra mondiale. L'ultimo intervento normativo vi fu con la legge 12 febbraio 1942 n. 183 Disposizioni integrative della legge sulla bonifica integrale, che tra l'altro obbligava i privati all'esecuzione di opere minori.
Nel 1942 Arrigo Serpieri dichiarava che l'opera di bonifica fu compiuta su oltre sei milioni di ettari (137 000 solo nell'Agro Pontino). Dopo l’8 settembre 1943, peggiorava drammaticamente la vita di 40 ebrei pontini comprensivo di nuclei familiari arrivati di recente sull’onda del mito della bonifica e di Littoria che oltre all’eliminazione della vita civile-sociale avvenuta con l’emanazione delle leggi razziali del 1938, fino alla liberazione del 1944; si trovavano braccati in una vera e propria "caccia all’ebreo".

### La seconda guerra mondiale
La Seconda guerra mondiale portò gravi danni alle opere di bonifica del sud Italia, dopo lo sbarco degli alleati ad Anzio, i tedeschi allagarono un'area agricola di 37 000 ettari; per causare deliberatamente una grande epidemia di malaria. Nell'Europa del XX secolo, era l'unico esempio noto di guerra biologica, un altro aspetto della "guerra totale" condotta dai nazisti sulla popolazione civile in Italia, la nuova città di Littoria subì i danni peggiori dai suoi stessi alleati. Nella sola provincia di Littoria nel 1944, sono stati registrati 50 000 casi di malaria, si stima che nell’area interessata più di un terzo della popolazione abbia contratto la malaria. Migliaia, nessuno sa quanti siano stati i morti. Alberto Missiroli, scienziato microbiologo che dal 1924 diresse, insieme L.W. Hackett della Fondazione Rockefeller, la Stazione sperimentale per la lotta antimalarica per conto della Sanità pubblica, dal 1943 aveva già iniziato a sperimentare in piccole quantità il nuovo insetticida DDT; qualche anno dopo minimizzava:
(Alberto Missiroli, La malaria nella zona di Maccarese, 24 gennaio 1947, ACS, MS, ISS, Laboratorio di Parassitologia, b. 6, fasc. 19, sottofasc. «Maccarese: difesa antimalarica».)
Invece l’ufficiale sanitario Mario Alessandrini nel Comitato provinciale antimalarico aveva aggiornato che: “...Alla primavera del 1945 la situazione della Provincia era addirittura tragica e si parlò perfino di evacuare le città più duramente colpite.”
L'utilizzo del DDT diveniva famoso in campo mondiale grazie ai successi ottenuti nella lotta contro le anopheles soprattutto dopo il controverso “Sardinian Project” la cui tossicità ed efficacia a medio e lungo termine è rimasta dibattuta anche dopo il definitivo divieto; avvenuto nel 1972 in America e nel 1978 in Italia.
Mario Bandini (preside negli anni '70 della facoltà di Economia alla Sapienza di Roma) che da giovane aveva analizzato complessivamente le opere di persona tra la fine degli anni 30 e l'inizio degli anni 40 come allievo di Arrigo Serpieri nell'economia agraria, testimoniava la situazione relativa alle bonifiche.
(Mario Bandini)
Le opere pubbliche di bonifica eseguite dal 1870 al 1934 ascendono a un costo di Lire (della parità aurea del 1934) 5,8 miliardi. Di questi, ben 4 miliardi appartengono agli anni dell'era fascista dal 1922 al 1934, e 2,6 al quinquennio successivo alla legge Mussolini del 1928 (1929-34).
Della bonifica integrale si occupa anche il codice civile agli articoli 857 e seguenti.

## L'Italia repubblicana
Nel secondo dopoguerra, grazie ai fondi del Piano Marshall e della Cassa per il Mezzogiorno la bonifica continuava assumendo le caratteristiche di un ammortizzatore sociale fino alla metà degli anni 60 quando si sviluppò una diversa mentalità di stampo ambientalista direttamente impegnata come Antonio Cederna, nella lotta per la salvaguardia del territorio, dei beni culturali e nella rivalutazione delle zone umide formalizzata dalla Convenzione Internazionale di Ramsar che era ratificata in Italia nel 1976.
A differenza delle opere di bonifica agraria precedenti iniziate alla fine dell'800 la nuova riforma agraria del 1951 era vista con sospetto a causa del mancato utilizzo delle numerose infrastrutture disponibili. Inoltre le politiche territoriali degli ultimi decenni di fatto compromettevano in tutto il paese e indistintamente dalle aree più antiche a quelle recenti. Nel Lazio e in Veneto i paesaggi erano sempre più contaminati dai fenomeni di Sprawl e l'urbanizzazione intensiva creava problemi nell'assorbimento pluviale dei terreni per effetto dalla cementificazione. Un allarme, condiviso anche dagli esperti più critici alle opere di bonifica come Lucio Gambi.
Tra le regioni della penisola che presentano la superficie bonificata di entità maggiore domina l'Emilia-Romagna (bonifiche del Polesine di San Giorgio, e del Polesine di San Giovanni, bonifiche di Burana, della Parmigiana Moglia, del Crostolo ed Enza, colmate del Lamone) e il Lazio (bonifiche delle Paludi Pontine).
Superfici cospicue, seppure inferiori, presentano la Toscana (bonifiche della Maremma e della Chiana), il Veneto (bonifiche del Polesine di Rovigo e degli estuari del Piave e Livenza), l'Abruzzo (antico lago del Fucino) e in Puglia ne beneficiò, sempre durante il ventennio fascista, anche la zona di Porto Cesareo con la bonifica dell'Arneo.

## Conseguenze ambientali della bonifica
- Annullamento della geodiversità dovuto alle peculiari caratteristiche regionali diverse dei luoghi.[104]
- Radicale decremento della transumanza, soprattutto nelle aree marittime del centro-sud, con grave danno per allevamento di bufali, pesca palustre, coltivazione del mais e la scomparsa di altre attività tradizionali (raccolta del sale, itticoltura, artigianato delle tipiche piante palustri).[105]
- Introduzione di specie provenienti da ecosistemi diversi da quello originario: nella flora, il pino domestico, il pino d'Aleppo e l'eucalipto;[106] nella fauna, la carpa erbivora, la carpa argentata e la gambusia, tutte particolarmente dannose per le specie autoctone dei pesci.[107]
- I terreni bonificati non sono immediatamente coltivabili per la presenza endemica di piante selvatiche; inoltre la fertilità non rimane a lungo;[108] le opere possono presentare particolari processi aerobici di subsidenza, con gravi modificazioni idrauliche e geologiche perché composte di terreni non ancora mineralizzati.[109] Inoltre, se eseguite in prossimità e troppo in basso rispetto al livello del mare, si infiltrano dall'acqua salata.[109]
- Le aree comprendenti terreni bonificati presentano mediamente problemi microclimatici come maggiore siccità in estate,[108] inverni più freddi e precipitazioni meno consistenti.[110] Recentemente non sono pochi gli esempi di ripristino di zone umide anche con casse d’espansione nel contrasto del dissesto idrogeologico o come nella ricostruzione del lago di Lentini per la permanente carenza d’acqua, oppure di ricreare nelle aree bonificate le foreste planiziali.[111]

## Esempi di bonifiche in Italia
- Bonifica Bentivoglio - Opera più importante e razionale di bonifica idraulica dal XV al XIX secolo nella bassa padana.
- Bonifica Burana
- Bonifica Parmigiana Moglia - Primo esempio in Italia di bonifica idraulica e agraria totale.
- Bonifica delle maremme - Grande e lunga opera di bonifica effettuata tra le regioni Toscana e Lazio, intrapresa inizialmente dal Granducato di Toscana, successivamente dal governo fascista, nel territorio della Maremma.[112]
- Canale Muzza - Diramazione del fiume Adda.
- Bonifica della Val di Chiana - Emblematico esempio di ricorso alla tecnica delle colmate, operato nel XVIII secolo nella vallata toscana.
- Bonifiche Ferraresi
- Bonifica dell'Agro Pontino - Grande opera di bonifica effettuata nel Lazio durante il fascismo.
- Bonifica di Licola e Varcaturo[113]
- Bonifica di Torre in Pietra
- Bonifica del Basso Piave - Importante opera di bonifica realizzata nel Veneto tra il 1920 e il 1930.
- Bonifiche del Polesine di San Giorgio e del Polesine di San Giovanni
- Colmate del Lamone
- Bonifica della Terra dei Mazzoni, dell'Agro Falerno e del basso Volturno
- Bonifica dell'Arneo (Puglia)
- Bonifica della piana di Terralba (Oristano) e fondazione di Arborea.